# Jaltomata herrerae
Jaltomata herrerae là loài thực vật có hoa trong họ Cà. Loài này được (C.V. Morton) Mione mô tả khoa học đầu tiên năm 1999.